# Ivanić-Grad
Ivanić-Grad é uma cidade da Croácia localizado no condado de Zagreb

## Localidades
Ivanić-Grad é composta de 22 localidade: 
| - Caginec - Deanovec - Derežani - Donji Šarampov - Graberje Ivaničko - Greda Breška - Ivanić-Grad - Jalševec Breški - Lepšić - Lijevi Dubrovčak - Opatinec | - Posavski Bregi - Prečno - Prerovec - Prkos Ivanićki - Šemovec Breški - Šumećani - Tarno - Topolje - Trebovec - Zaklepica - Zelina Breška |